# Lepidocyrtus weidneri
Lepidocyrtus weidneri is een springstaartensoort uit de familie van de Entomobryidae. De wetenschappelijke naam van de soort is voor het eerst geldig gepubliceerd in 1971 door Huether.